# Nonthaburi Challenger III 2023
Il Nonthaburi Challenger III 2023 è stato un torneo maschile tennis professionistico. È stata la sesta edizione del torneo, facente parte della categoria Challenger 50 nell'ambito dell'ATP Challenger Tour 2023, con un montepremi di 40000 $. Si è svolto dal 16 al 22 gennaio 2023 sui campi in cemento del Lawn Tennis Association of Thailand di Nonthaburi, in Thailandia.

## Partecipanti

### Teste di serie
| Nazionalità | Giocatore            | Ranking* | Testa di serie |
| ----------- | -------------------- | -------- | -------------- |
| Australia   | James Duckworth      | 157      | 1              |
| Svizzera    | Alexander Ritschard  | 174      | 2              |
| Francia     | Antoine Escoffier    | 192      | 3              |
| Francia     | Evan Furness         | 211      | 4              |
| Regno Unito | Paul Jubb            | 218      | 5              |
| Romania     | Nicholas David Ionel | 229      | 6              |
| Germania    | Peter Gojowczyk      | 232      | 7              |
| Rep. Ceca   | Zdeněk Kolář         | 237      | 8              |

* Ranking al 9 gennaio 2023.

### Altri partecipanti
I seguenti giocatori hanno ricevuto una wild card per il tabellone principale:
- Yuttana Charoenphon
- Jirat Navasirisomboon
- Kasidit Samrej

I seguenti giocatori sono entrati in tabellone come alternate:
- Stefano Travaglia
- Beibit Zhukayev

I seguenti giocatori sono passati dalle qualificazioni:
- Arthur Cazaux
- Stuart Parker
- Shintaro Mochizuki
- Dominik Palan
- Jakub Menšík
- Evgenij Donskoj

Il seguente giocatore è entrato in tabellone come lucky loser:
- Giovanni Fonio

## Punti e montepremi
| Torneo    | Torneo              | V     | F     | SF    | QF    | 2T  | 1T  | Q | Q2  | Q1  |
| Singolare | Punti               | 50    | 30    | 17    | 9     | 4   | 0   | 3 | 1   | 0   |
| Singolare | Premi in denaro ($) | 5 500 | 3 260 | 1 900 | 1 120 | 660 | 395 | – | 215 | 125 |
| Doppio    | Punti               | 50    | 30    | 17    | 9     | –   | 0   | – | –   | –   |
| Doppio    | Premi in denaro ($) | 2 130 | 1 250 | 745   | 435   | –   | 245 | – | –   | –   |

## Campioni

### Singolare
Sho Shimabukuro ha sconfitto in finale  Arthur Cazaux con il punteggio di 6–2, 7–5.

### Doppio
Nam Ji-sung /  Song Min-kyu hanno sconfitto in finale  Jan Choinski /  Stuart Parker con il punteggio di 6–4, 6–4.